# Іссільйо
Іссільйо (італ. Issiglio, п'єм. Isèj) — муніципалітет в Італії, у регіоні П'ємонт,  метрополійне місто Турин.
Іссільйо розташоване на відстані близько 550 км на північний захід від Рима, 45 км на північ від Турина.
Населення — 399 осіб (2014).
Щорічний фестиваль відбувається 1 серпня. Покровитель — святий Петро in Vincoli.

## Демографія
Населення за роками:

Станом на 1 січня 2023 року в муніципалітеті офіційно проживало 25 іноземців з 10 країн, серед них 15 громадян країн Євросоюзу.

## Сусідні муніципалітети
- Аліче-Суперіоре
- Кастелламонте
- Руельйо
- Відракко
- Вістроріо